# Річард Стоун
Сер Джон Річард Ніколас Стоун (англ. Sir John Richard Nicholas Stone; 30 серпня 1913, Лондон — 6 грудня 1991, Кембридж) — англійський економіст і статистик, лауреат Нобелівської премії з економіки 1984 року, присудженої за розроблення системи національних рахунків. Президент Економетричного товариства (1955).
Освіту здобув у Кембриджі; доктор фізико-математичних наук (D.Sc.) рідного університету; професор там же.
Після закінчення коледжу в 1936 і до Другої світової працював у страховому товаристві Lloyd's. Під час війни Стоун разом із Джеймсом Мідом працював економістом та статистом в уряді Великої Британії. Вони розробили ранні версії системи національного рахівництва. Після війни Стоун працював у Кембриджі керівником кафедри Прикладної економіки (1945—1955), а потім професором фінансів та обліку (у почесній відставці з 1980).
Лицарський титул отримав у 1978 році.

## Праці
- «Аналіз ринкового попиту» (The Analysis of Market Demand, 1945);
- «Математичні моделі в економіці та інші есе» (Mathematical Models in Economy and other Essays, 1970).